# Aristaria furrina
Aristaria furrina là một loài bướm đêm trong họ Noctuidae.